# Mirăslău
Mirăslău là một xã thuộc hạt Alba, România. Dân số thời điểm năm 2002 là 2352 người.